# Kroatië op het Eurovisiesongfestival 2007

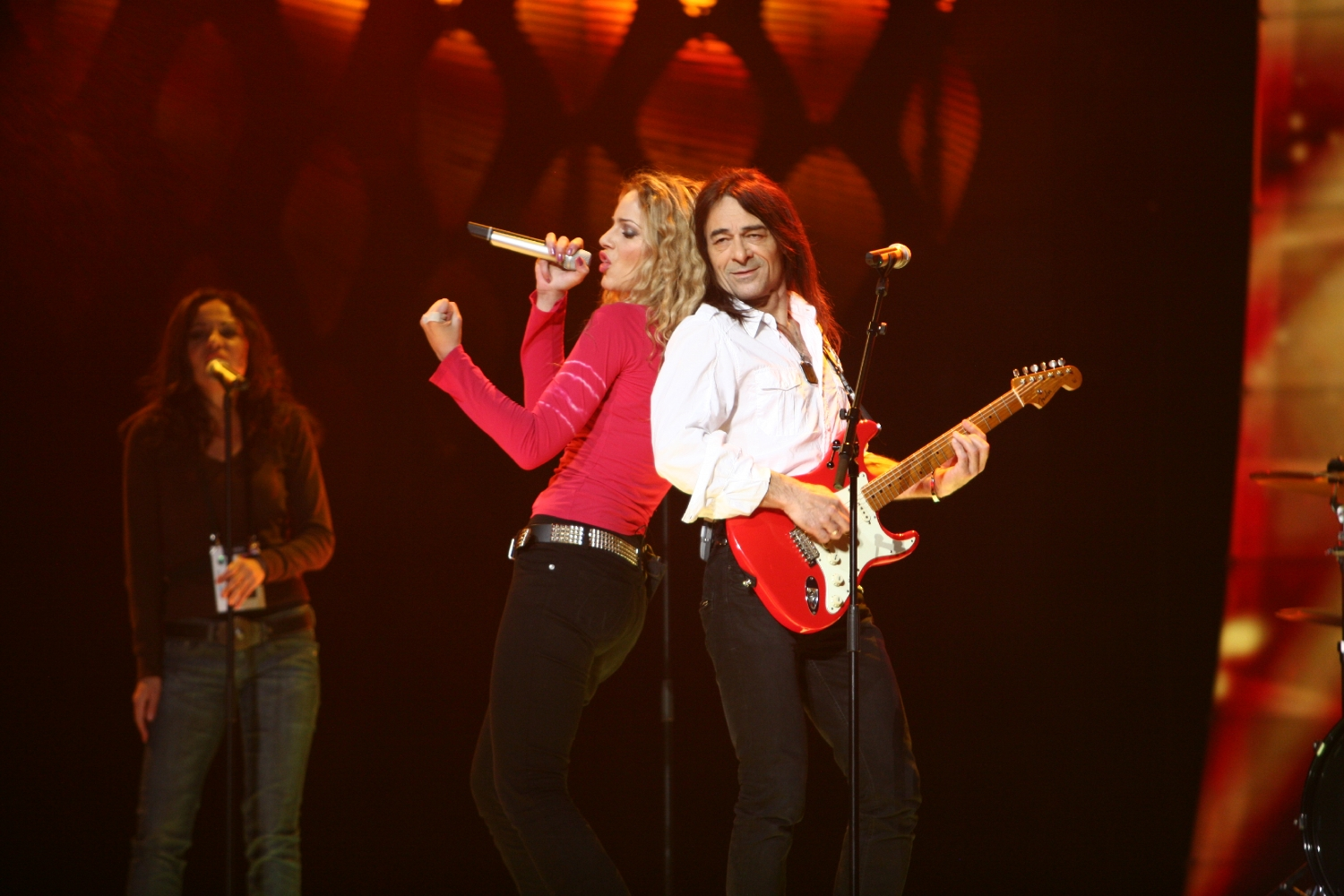
Bijdrage van Kroatië op het Eurovisiesongfestival 2007

Kroatië nam deel aan het Eurovisiesongfestival 2007 in Helsinki, Finland. Het was de 15de deelname van het land op het Eurovisiesongfestival. De selectie verliep via het jaarlijkse Dora. HRT was verantwoordelijk voor de Kroatische bijdrage voor de editie van 2007.

## Selectieprocedure
Net zoals de vorige jaren koos men er deze keer voor 1 nationale finale en 2 halve finales te organiseren.
De halve finales vonden plaats op 1 en 2 maart en 16 artiesten gingen door naar de finale op 6 maart. De winnaar in deze finale werd gekozen door 50% jury en 50% televoting.
| Volgorde | Artiest                         | Lied                              | Televoting | Televoting | Jury | Totaal | Plaats |
| -------- | ------------------------------- | --------------------------------- | ---------- | ---------- | ---- | ------ | ------ |
| 1        | Lana Klingor                    | Gravitacija                       | 2038       | 3          | 8    | 11     | 13     |
| 2        | Marko Tolja                     | Deja vu                           | 2388       | 4          | 8    | 12     | 12     |
| 3        | The Sick Swing Orchestra        | Šlager pjevač                     | 1351       | 2          | 3    | 5      | 16     |
| 4        | Kemal Monteno                   | Poljubi me                        | 2579       | 5          | 3    | 8      | 15     |
| 5        | Feminnem                        | Navika                            | 3628       | 7          | 9    | 16     | 9      |
| 6        | Giuliano                        | Pismom te ljubi milijun mandolina | 6142       | 11         | 12   | 23     | 5      |
| 7        | Livio Morosin & Miroslav Evačić | Volim ja                          | 2820       | 6          | 15   | 21     | 6      |
| 8        | Anja Šovagović & Galiano Pahor  | Teatar                            | 772        | 1          | 8    | 9      | 14     |
| 9        | Luka Nižetić                    | Pusti me u san                    | 4925       | 8          | 5    | 13     | 11     |
| 10       | Tina Vukov                      | Tata                              | 5928       | 10         | 14   | 24     | 4      |
| 11       | Jelena Rozga                    | Nemam                             | 5351       | 9          | 12   | 21     | 7      |
| 12       | Trio Fantasticus                | Nema šanse šećeru                 | 7566       | 12         | 3    | 15     | 10     |
| 13       | Kraljevi ulice & Sandra Bagarić | Pjesma za novčić                  | 16172      | 16         | 14   | 30     | 2      |
| 14       | Dragonfly feat. Dado Topić      | Vjerujem u ljubav                 | 15958      | 15         | 16   | 31     | 1      |
| 15       | Danijela Pintarić               | Moj svijet                        | 12161      | 14         | 12   | 26     | 3      |
| 16       | Klapa Maslina                   | Gitara i čaša vina                | 9552       | 13         | 4    | 17     | 8      |

## In Helsinki
In de halve finale moest men aantreden als 13de, net na Denemarken en voor Polen. Op het einde van de avond bleken ze op een 16de plaats te zijn geëindigd met 54 punten.
België en Nederland hadden geen punten over voor deze inzending.

### Gekregen punten

#### Halve Finale
| 12 punten     | 10 punten               | 8 punten   | 7 punten                  | 6 punten                   |
| ------------- | ----------------------- | ---------- | ------------------------- | -------------------------- |
|               | - Bosnië en Herzegovina | - Slovenië | - Oostenrijk - Montenegro | - Noord-Macedonië - Servië |
| 5 punten      | 4 punten                | 3 punten   | 2 punten                  | 1 punt                     |
| - Zwitserland |                         | - Albanië  | - Duitsland               |                            |

### Punten gegeven door Kroatië

#### Halve Finale
Punten gegeven in de halve finale:
| 12 punten | Servië          |
| 10 punten | Slovenië        |
| 8 punten  | Noord-Macedonië |
| 7 punten  | Hongarije       |
| 6 punten  | Bulgarije       |
| 5 punten  | Montenegro      |
| 4 punten  | Letland         |
| 3 punten  | Albanië         |
| 2 punten  | Andorra         |
| 1 punt    | Zwitserland     |

#### Finale
Punten gegeven in de finale:
| 12 punten | Servië                |
| 10 punten | Bosnië en Herzegovina |
| 8 punten  | Noord-Macedonië       |
| 7 punten  | Slovenië              |
| 6 punten  | Bulgarije             |
| 5 punten  | Oekraïne              |
| 4 punten  | Hongarije             |
| 3 punten  | Rusland               |
| 2 punten  | Georgië               |
| 1 punt    | Letland               |